# 亚洲公路47号线
亚洲公路47号线（英語：Asian Highway 47）编号，是亚洲公路网系統中的一条全线均位于印度的道路。其全长约2,057（1,278英里），部分路段与国道3号和国道4号共线，在地图上呈“L型”。起点位于印度瓜廖尔，中途途径图莱、孟买、奇特拉杜尔加等地，与亚洲公路46号线连接，终点位于印度班加罗尔。

## 主经城市及道路

### 中央邦
与国道3号并线：瓜廖尔 - 斯希沃普里 - 古纳 - 比亚奥拉 - 斯哈贾普尔 - 德瓦斯 - 印多尔 - 卡尔盖特（英语：Khalghat） - 朱瓦尼亚（英语：Julwania）

### 马哈拉施特拉邦
与国道3号并线：希尔布尔 - 图莱（与亚洲公路46号线连接） - 纳西克 - 塔那 - 孟买
与国道4号并线：潘韦尔 - 浦那 - 萨塔拉 - 卡拉德 - 戈尔哈布尔

### 卡纳塔克邦
与国道4号并线：尼帕尼 - 桑凯斯赫瓦尔 - 贝尔高姆 - 达尔瓦德 - 胡布利 - 哈韦里 - 哈里哈尔 - 达文盖雷 - 奇特拉杜尔加 - 杜姆古尔 - 班加罗尔